# Дипломатически мисии на Армения
Това е списък на дипломатическите мисии на Армения по целия свят. Армения е страна без излаз на море и се намира в Южен Кавказ. Над 5 милиона Арменци живеят извън родината си, като най-големите Арменски общности са в Русия, Франция, Иран, САЩ, Грузия, Сирия, Ливан, Аржентина и Украйна.

## Европа
- Австрия
  - Виена (посолство)
- Беларус
  - Минск (посолство)
- Белгия
  - Брюксел (посолство)
- България
  - София (посолство)
- Великобритания
  - Лондон (посолство)
- Германия
  - Берлин (посолство)
- Гърция
  - Атина (посолство)
- Италия
  - Рим (посолство)
- Литва
  - Вилнюс (посолство)
- Полша
  - Варшава (посолство)
- Румъния
  - Букурещ (посолство)
- Русия
  - Москва (посолство)
  - Ростов на Дон (генерално консулство)
  - Санкт Петербург (генерално консулство)
  - Сочи (консулски офис)
- Украйна
  - Киев (посолство)
- Финландия
  - Хелзинки (посолство – ще бъде отворено през 2009)
- Франция
  - Париж (посолство)
- Нидерландия
  - Хага (консулство)
- Швейцария
  - Женева (посолство)
- Швеция
  - Стокхолм (посолство)

## Северна Америка
- Канада
  - Отава (посолство)
- САЩ
  - Вашингтон (посолство)
  - Лос Анджелис (генерално консулство)
- Мексико
  - Мексико (град) (посолство)

## Южна Америка
- Аржентина
  - Буенос Айрес (посолство)
- Бразилия
  - Сао Паоло (генерално консулство)

## Африка
- Египет
  - Кайро (посолство)

## Азия
- Грузия
  - Тбилиси (посолство)
  - Батуми (консулство)
- Индия
  - Ню Делхи (посолство)
- Иран
  - Техеран (посолство)
- Казахстан
  - Алмати (посолство)
- Китай
  - Пекин (посолство)
- Ливан
  - Бейрут (посолство)
- Обединени арабски емирства
  - Абу Даби (посолство)
- Сирия
  - Дамаск (посолство)
  - Халеб (генерално консулство)
- Туркменистан
  - Ашхабад (посолство)

## Междудържавни организации
- - Брюксел - ЕС
  - Брюксел - НАТО
  - Виена - ОССЕ
  - Женева - ООН
  - Истанбул (постоянна мисия към Организация за черноморско икономическо сътрудничество)
  - Минск (постоянна мисия към Общност на независимите държави)
  - Ню Йорк - ООН
  - Рим - ФАО
  - Страсбург - Съвет на Европа